# Palacio Concha
El palacio Concha es una mansión de estilo francés que se encuentra ubicado en los jardines de lo que fue el demolido palacio Concha-Cazotte en el patrimonial barrio Concha y Toro de Santiago de Chile. Construido en 1920 por encargo Enrique Renard Gómez de Silva luego de que el Concha-Cazotte decayese y fuese dividido en lotes por la viuda de Enrique Concha y Toro, ha sido restaurado a su forma original y se utiliza como centro de eventos.

## Ubicación
La construcción del palacio Concha abarca 1500 metros cuadrados de superficie y está ubicado en la avenida Concha y Toro 46, esquina con Erasmo Escala; está a una cuadra de la avenida Brasil y con fácil acceso desde el metro República, en pleno centro de Santiago. Es la puerta de entrada al barrio Concha y Toro, que el Consejo de Monumentos Nacionales ha declarado Zona Típica.

## Historia
Su historia se remonta cuando José Díaz Gana mandó construir el palacio Díaz-Gana al arquitecto alemán Teodoro Burchard. José Díaz Gana fue un buscafortunas y explorador minero, dueño del yacimiento de plata más grande de la época del auge minero vivido en Chile entre 1870 y 1876. Gracias al descubrimiento del mineral de Caracoles, Díaz Gana adquirió la quinta de la Alameda en 1872 y construyó su mansión que estuvo finalizada para 1875.

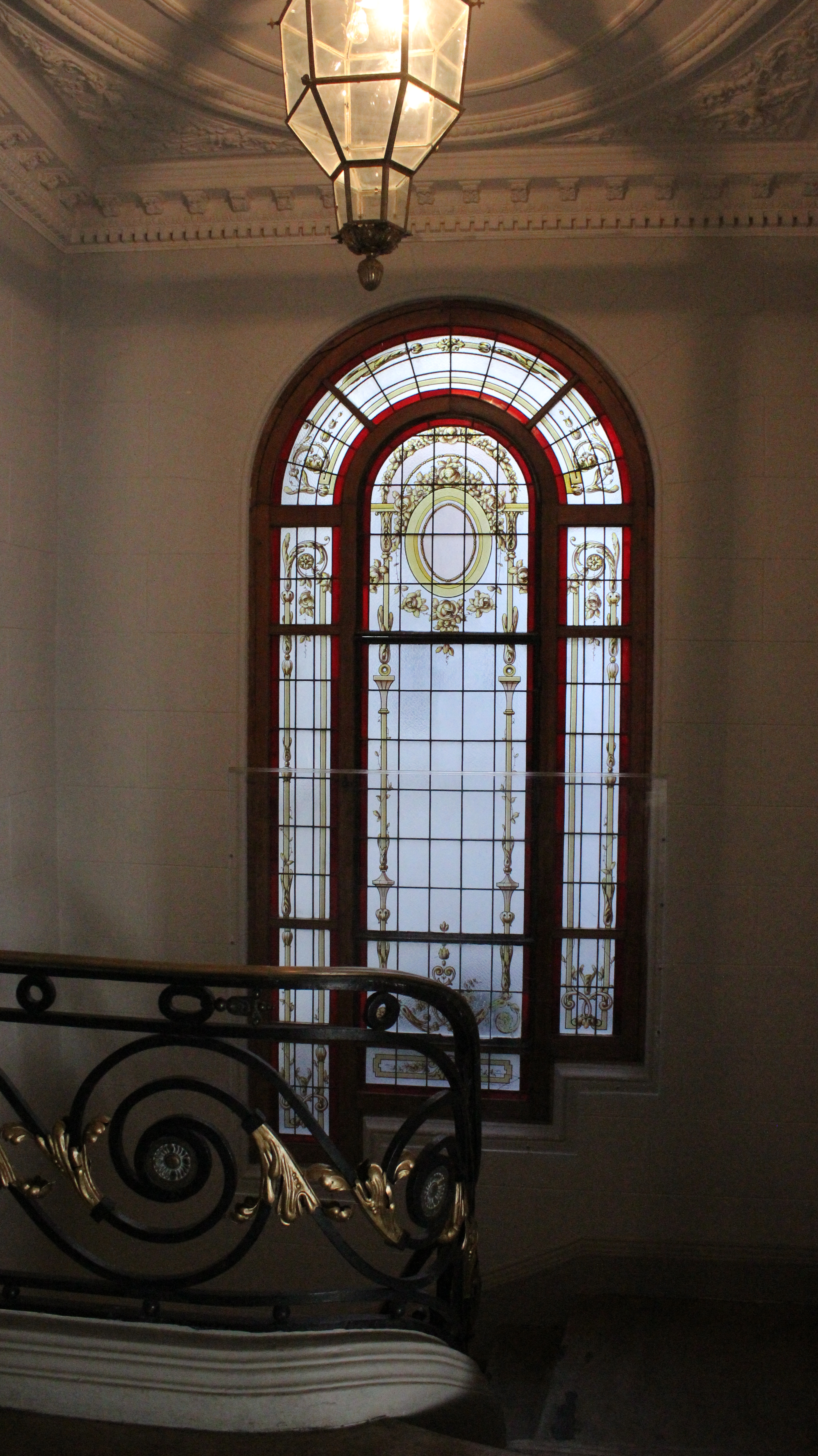
Vitral del francés Gaëtan Jeannin.

 Desafortunadamente, durante la crisis económica de Chile de 1876, José Díaz Gana perdió gran parte de su patrimonio, incluyendo la quinta de la Alameda y su nuevo palacio, sin alcanzar a hacer uso de este. El nuevo dueño fue Enrique Concha y Toro, quien pasó a llamarlo palacio Concha-Cazotte; por más de 40 años esta mansión, en sus más de 3500 metros cuadrados, se convirtió en un importante centro de la vida social de la elite santiaguina.

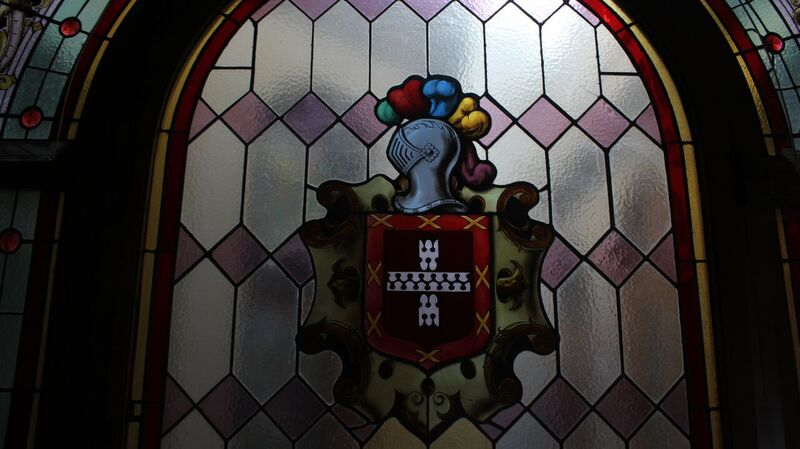
Vitral del salón principal con el escudo de la familia.

Los Concha Cazotte fueron famosos por adquirir variadas obras de arte; la colección que adornaba la mansión incluía, entre otras, pinturas de Andrea del Sarto, Rubens, Luca Barbieri, los Carracci, Abraham van Diepenbeeck, Domenico Zampieri, Carl von Bergen, David Teniers el Viejo, José Ribera, Le Bourguignon, Alonso Cano, Melchor Pérez de Holguín; así como esculturas de Eugène-Antoine Aizelin y Paul Dubois. Famosos eran asimismo los bailes —como el de disfraces de 1912— y grandes fiestas que organizaban.
Con el pasar del tiempo la familia Concha Cazotte fue perdiendo su patrimonio económico, vendieron sus posesiones y en 1922, al fallecer Enrique Concha, su viuda, Teresa Cazotte decidió urbanizar la quinta encargándole el loteo de la propiedad a Arturo Besa Rodríguez. Para otorgarle un estilo europeo al nuevo barrio, se inspiró en los principios del urbanista austriaco Camillo Sitte (que desarrolló en su ensayo Construcción de ciudades según principios artísticos, conocido también como El arte de construir ciudades), con calles irregulares, cortas, curvas y cruzadas entre sí —de adoquines—, con centro en la pequeña plaza Du Pont, que hoy lleva el nombre de Libertad de Prensa. 
En 1926 se construyó el Teatro Carrera, de estilo expresionista, que prácticamente ocultaba el palacio Concha Cazotte. Cuando falleció Teresa Cazotte en 1932, la mansión, ya sin obras de arte, sobrevivía apenas; al año siguiente fue abandonado y en 1935 se procedió a demolerlo. El barrio fue poblado por muchas familias cercanas a los Concha Cazotte como los Santa María, Ossa, Lynch y Cox y otras ligadas a la minería.

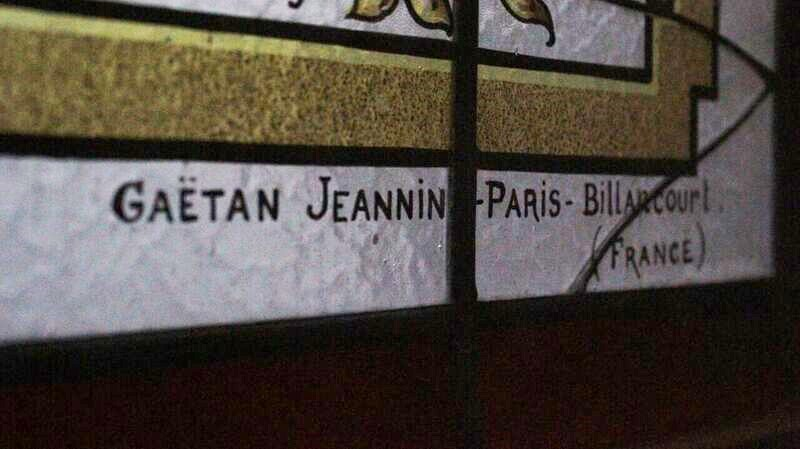
Detalle de vitral francés, Gaëtan Jeannin. Hecho en Francia.

Enrique Renard Gómez de Silva y Adela Infante Valdés de Renard encargaron en 1920 al arquitecto Carlos H. Sotomayor construir el palacio Concha en lo que fue el jardín del Concha Cazotte. Sotomayor construyó, con una gran terraza, la mansión en estilo neoclásico francés, que fue vivienda de los Renard hasta que en los años 1930 fue adquirido por Alberto García-Huidobro Valdés y su señora. 
En su tiempo reunió, a la aristocracia de la época y del barrio, incluyendo a artistas como Roberto Matta y Vicente Huidobro. Más tarde fue sede del Sindicato Nacional de Molineros y, en década de 1990, del PPD (hasta 2003). Después de permanecer tres años abandonado, fue adquirido en 2006 por el empresario turístico estadounidense Scott Jones, que lo puso a la venta en 2018, cuando decidió regresar a su patria.
Fue declarado patrimonio de la arquitectura nacional en 1998 en el gobierno de Eduardo Frei Ruiz-Tagle.

## Arquitectura y diseño

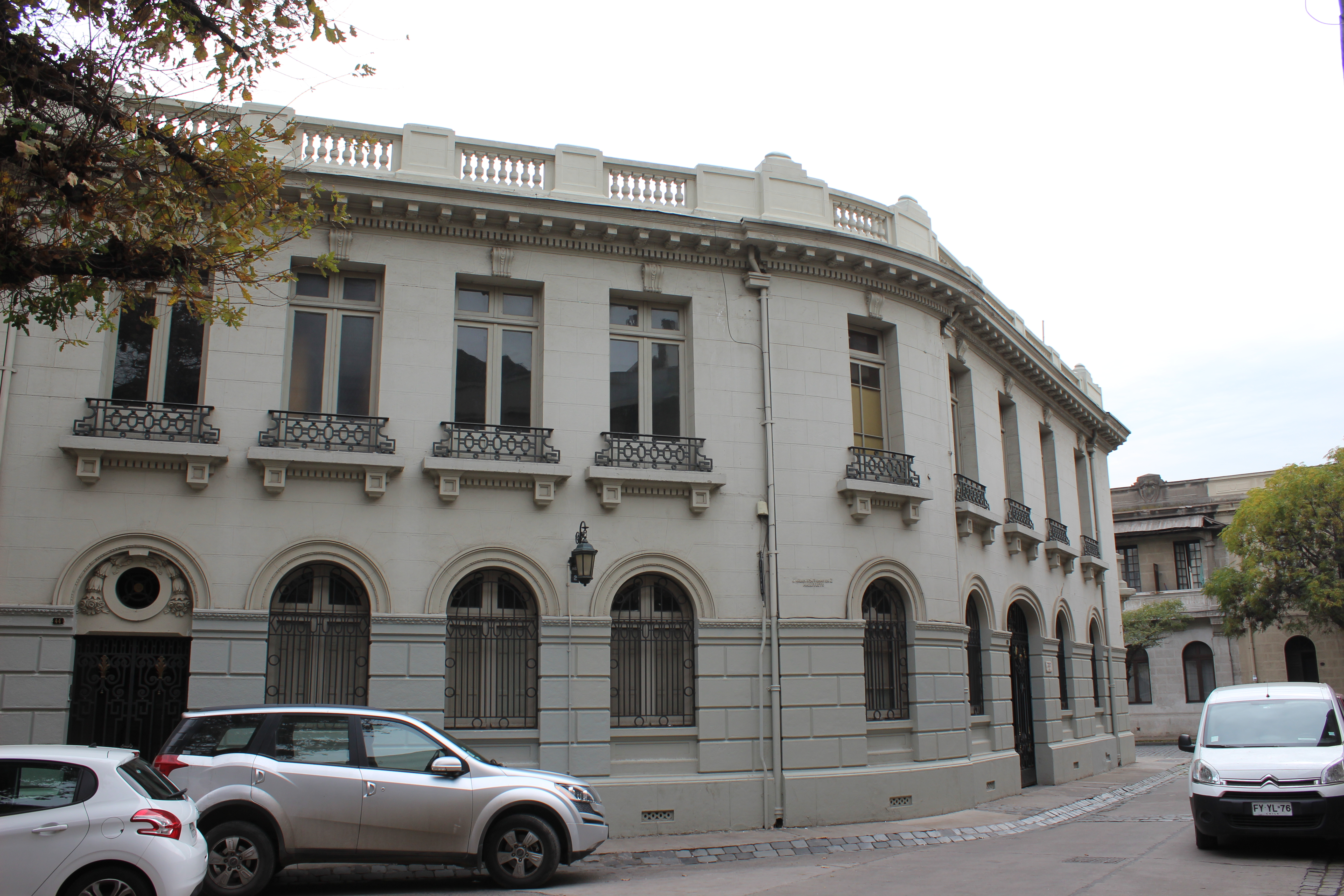
Vista desde la avenida Concha y Toro.

El diseño de este palacio quedó en manos de Carlos H. Sotomayor que fue contratado en 1919 por Enrique Renard Gómez, quien erigió una casa con un marcado estilo neoclásico francés. La mansión tiene finos vitrales franceses de Gaetan Jeannin, dos chimeneas, terminación de prominente lujo de principios de siglo XX, detalles en oro, escalera de mármol, tejas en el techo, balcones, cocina separada, ventanas y puertas altas, una fuente de agua en la escalera hacia el segundo piso y una espaciosa terraza para alrededor de 250 personas en el tercer piso. Es la obra arquitectónica más importante en el barrio Concha y Toro, que evidencia la opulencia de la Belle époque de principios de siglo XX en Chile.

## Actualidad

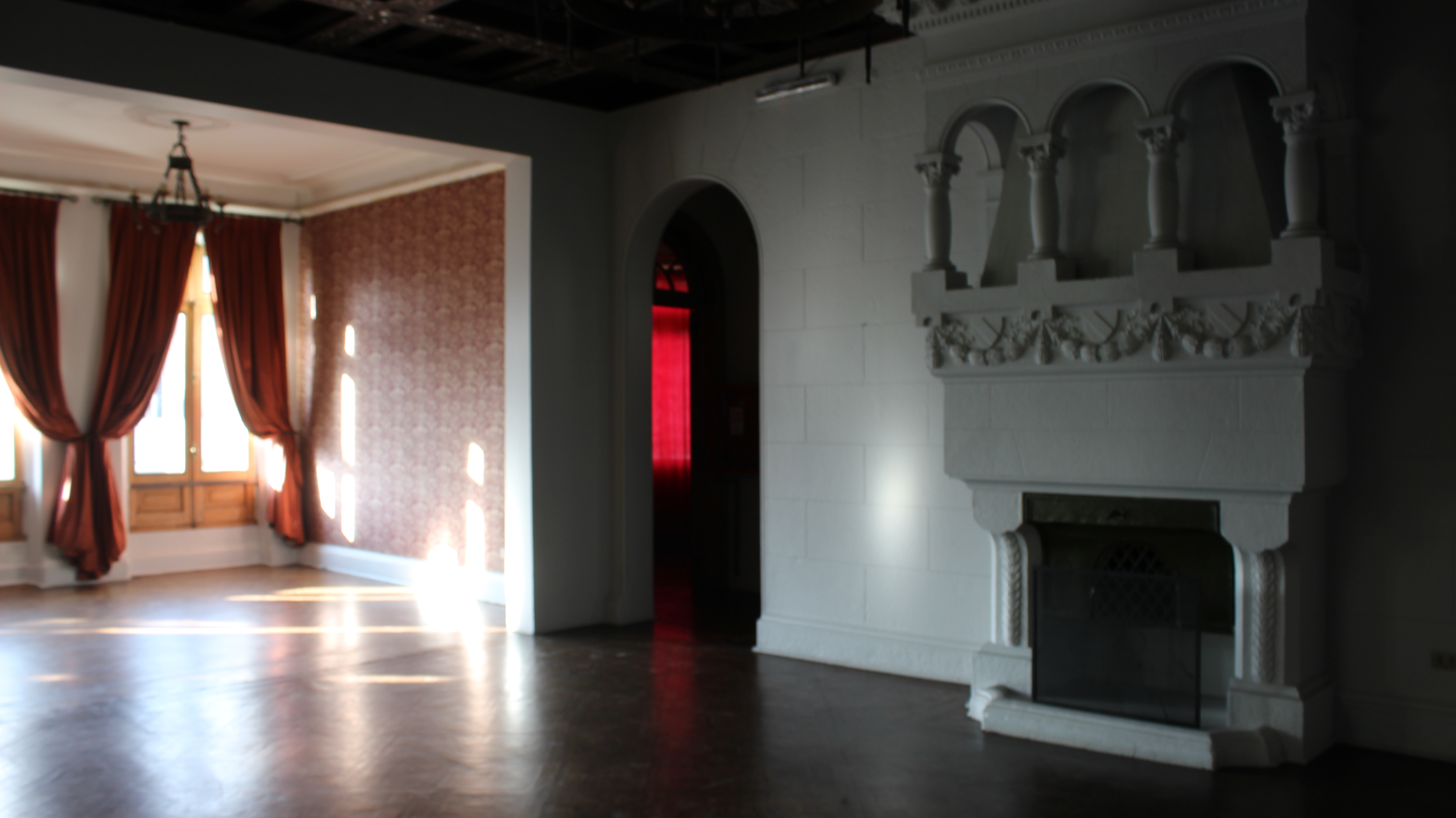
Salón principal del palacio.

Fue restaurado siguiendo su forma original en 2008 por empresarios extranjeros; es el palacio del barrio Concha y Toro mejor preservado en su forma original, considerado patrimonio histórico y arquitectónico de Chile.
Funciona como centro de eventos con un amplio salón principal para baile, salones con ambientes, guardarropías, cocina industrial, acceso para personas con movilidad reducida, seguridad, estacionamientos y una extensa terraza para matrimonios, celebraciones, eventos comerciales, exposiciones, reuniones y eventos comerciales. Exosphere realiza allí encuentros, talleres y cursos; funciona como coworking, donde por una suscripción se pueden utilizar escritorios de trabajo y salas de reuniones. En 2009 Marco Enríquez-Ominami instaló su comando de campaña presidencial en este lugar.
Su dueño, el estadounidense Scott Jones, trató infructuosamente de venderlo en 2015, volviendo a intentarlo cuando pensó en volver a su país. Sin embargo aún se encuentra en Chile, además de ser propietario de la marca comercial. 